# Sint-Corneliuskerk (Aalbeke)

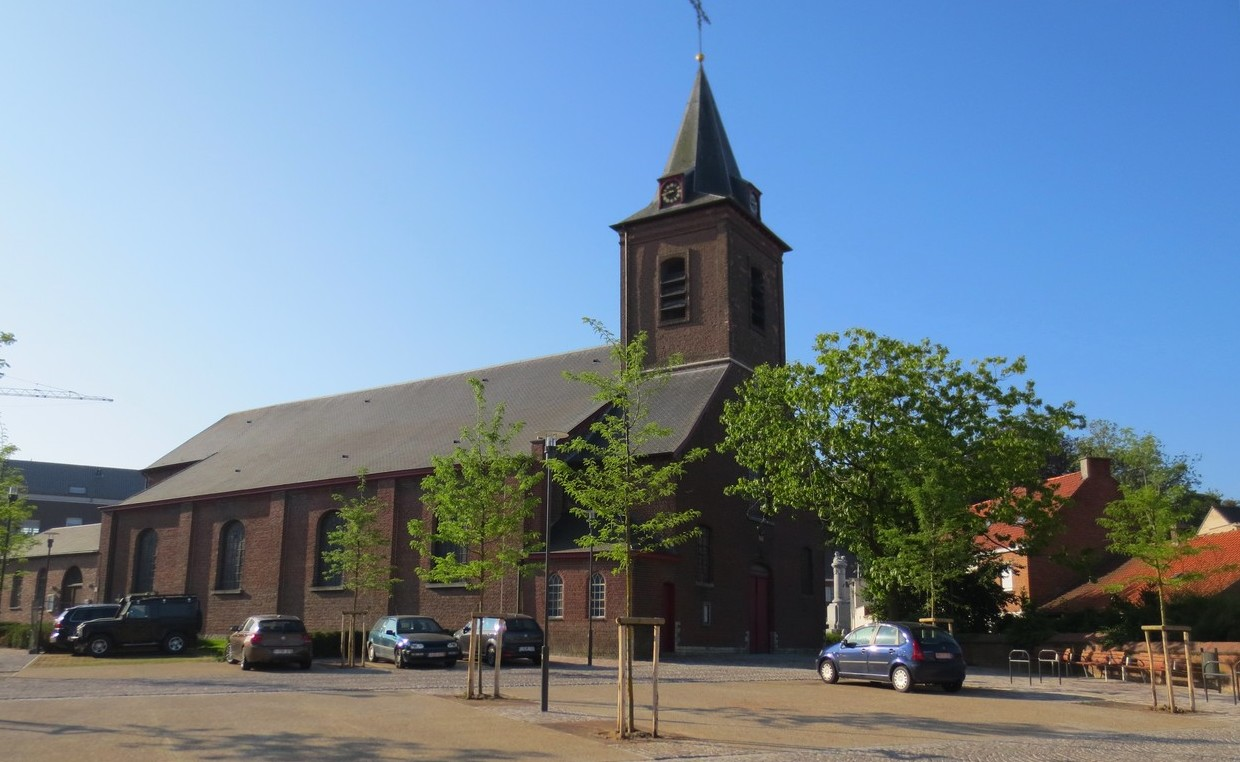
Sint-Corneliuskerk

De Sint-Corneliuskerk is de parochiekerk van de tot de West-Vlaamse gemeente behorende plaats Aalbeke, gelegen aan de Aalbekeplaats 1A.

## Geschiedenis
De oudste vermelding van Aalbeke als parochie dateert van 1209. Aelis van Dendermonde, eerste abdis van Ravensberg, schonk toen een tiende dat zij bezat in Aalbeke aan haar abdij. De parochie maakte tot 1802 deel uit van het bisdom Doornik, vanaf 1802 van het bisdom Gent en sinds 1834 van het bisdom Brugge. 
Bij archeologische opgravingen in 2021 werden vermoedens van het bestaan van oudere fundamenten bevestigd door de vondst van diverse historische bouwkundige elementen, waarbij de koormuur van de romaanse bouwfase het meest opvallend was.  In de 18de eeuw had het driebeukige kerkje een achtzijdige vieringtoren. De Ferrariskaart maakt duidelijk dat de kerk omgeven werd door het kerkhof, afgescheiden met een gracht en/of doornhaag. In 1750 werd het koor gesloopt en vervangen door een nieuw koor. In 1776 werd de westzijde van de kerk verbreed en in 1788 werd een nieuw portaal gebouwd en een nieuw orgel geplaatst. Franse revolutionairen verwoestten de kerk in 1794. De middenbeuk stortte in en van de achtkantige middentoren bleef slechts de onderbouw overeind. 
In 1805 werd de kerk in neoclassicistische trant herbouwd met behoud van enkele koormuren en de fundamenten van de oude kerk. Dit naar ontwerp van J.B. Caesar, die de toren nu aan de westkant plaatste. De zijbeuken van kerk werden vergroot in 1825 en 1834. Het huidige orgel dateert oorspronkelijk van 1824 en werd vervaardigd door P.J. de Volder.

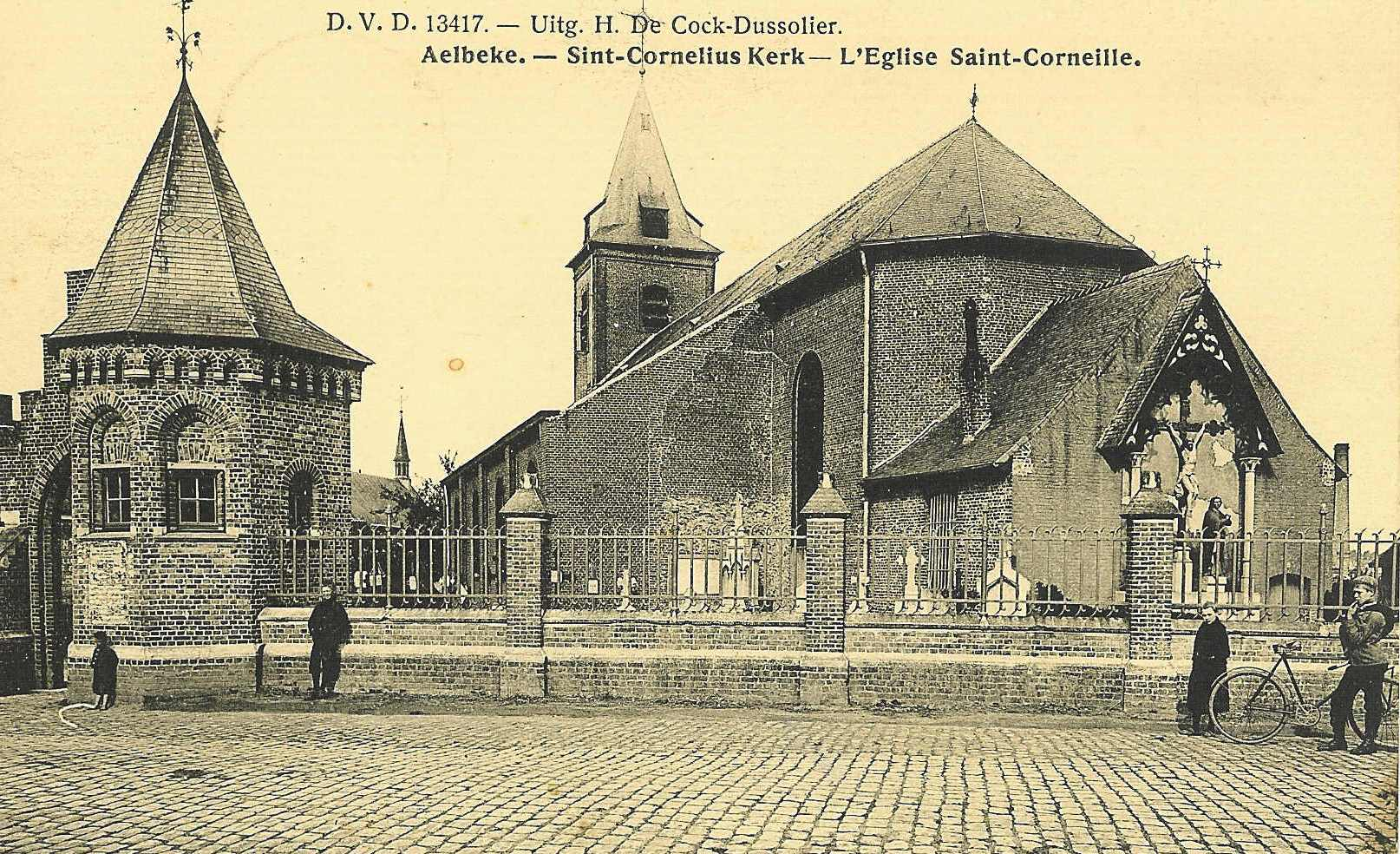
Sint-Corneliuskerk met kerkhofmuur en poortgebouw

Rond 1900 bouwde men een kerkhofmuur en een poortgebouw met torentje dat als dodenhuisje dienst deed. Een 'stapsteen' rond het kerkgebouw liet de bedevaartgangers naar Sint-Cornelius toe om de devotionele rondjes rond de kerk te maken. Met giften van weldoeners kon het Brugse atelier Coucke in de jaren 1900-1908 grote glas-in-loodvensters in neorenaissance stijl plaatsen.

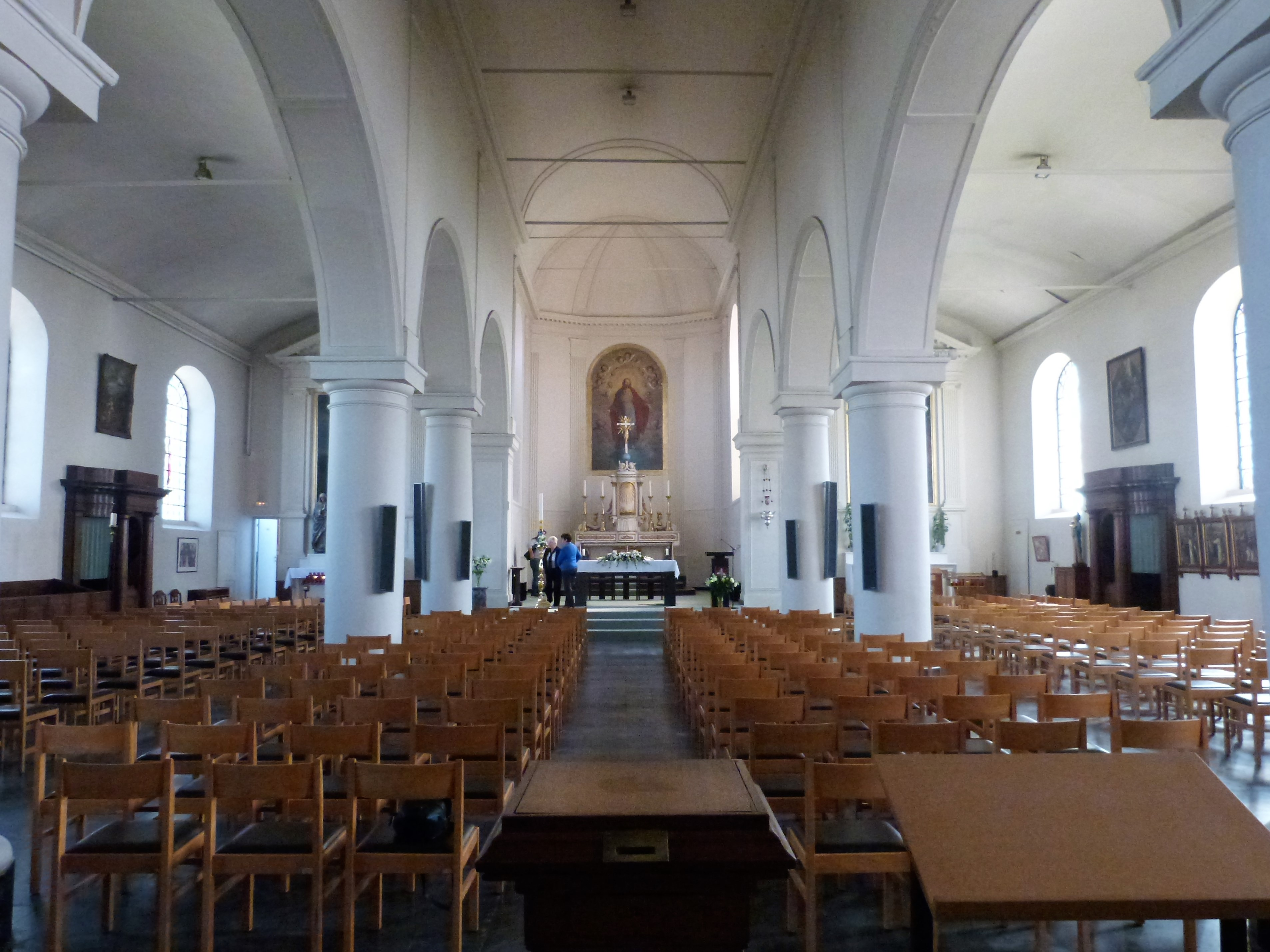
Interieur van de Sint-Corneliuskerk in 2016

De kerkhofmuur en het poortgebouw verdwenen in 1951 voor de verbreding van de doortocht in het dorpscentrum. De graven met eeuwige vergunning werden overgebracht naar een nieuwe begraafplaats in de (huidige) Nachtegaalstraat. In 1969 werden de  resterende graven geruimd. Enkele grafmonumenten bleven, tegen de kerkmuur, behouden als herinnering aan het oude kerkhof. In 1978 werd er een parking aangelegd. 
Bij herstellingswerken aan het dak in 1993 brak brand uit. Bij de herinrichting koos men voor een versobering in het interieur.

## Nevenbestemming

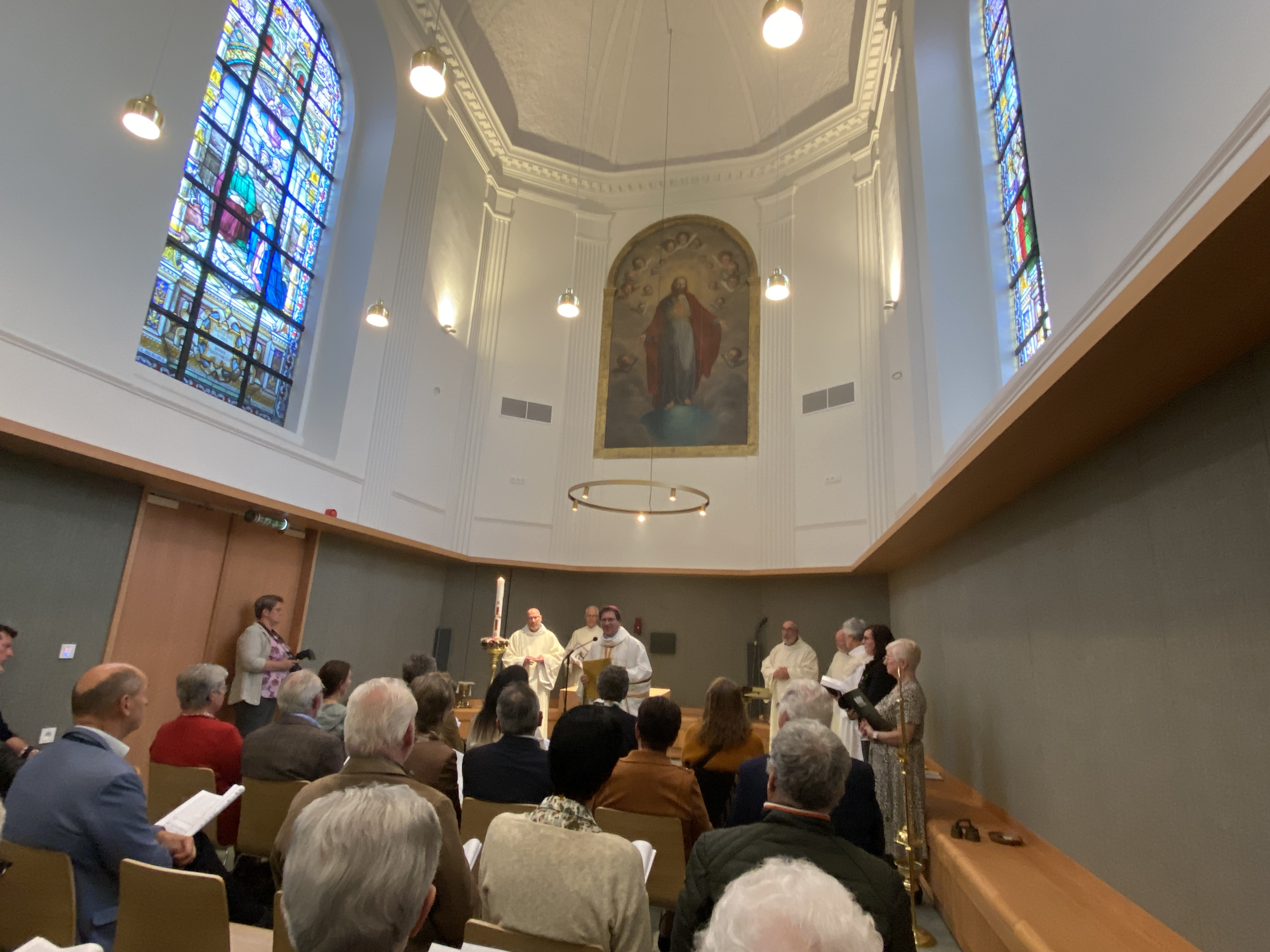
Sint-Corneliuskerk: kapel

Vanaf 2013 startte de stad Kortrijk, waarvan Aalbeke een deelgemeente is, gesprekken over de mogelijkheden tot een efficiënter gebruik van de lokale stadsgebouwen. In 2017 stemde de gemeenteraad en de kerkelijke overheid in met een eerste fase van het kerkenplan, die vooral een toekomstvisie ontwikkelde voor de Kortrijkse parochiekerken. Daarop kreeg Urbain Architectencollectief de opdracht om als ontwerper aan de slag te gaan om de Sint-Corneliuskerk een passende nevenbestemming te geven met, naast een ruimte voor erediensten (80-tal plaatsen), ook ruimte voor muziekklassen, een bibliotheek en een polyvalente foyer. De manier waarop de lokale verenigingen en de bevolking in dit proces werd betrokken leidde tot de bekroning van het project met de 'Prijs Wivina Demeester voor Excellent Bouwmeesterschap 2023'.

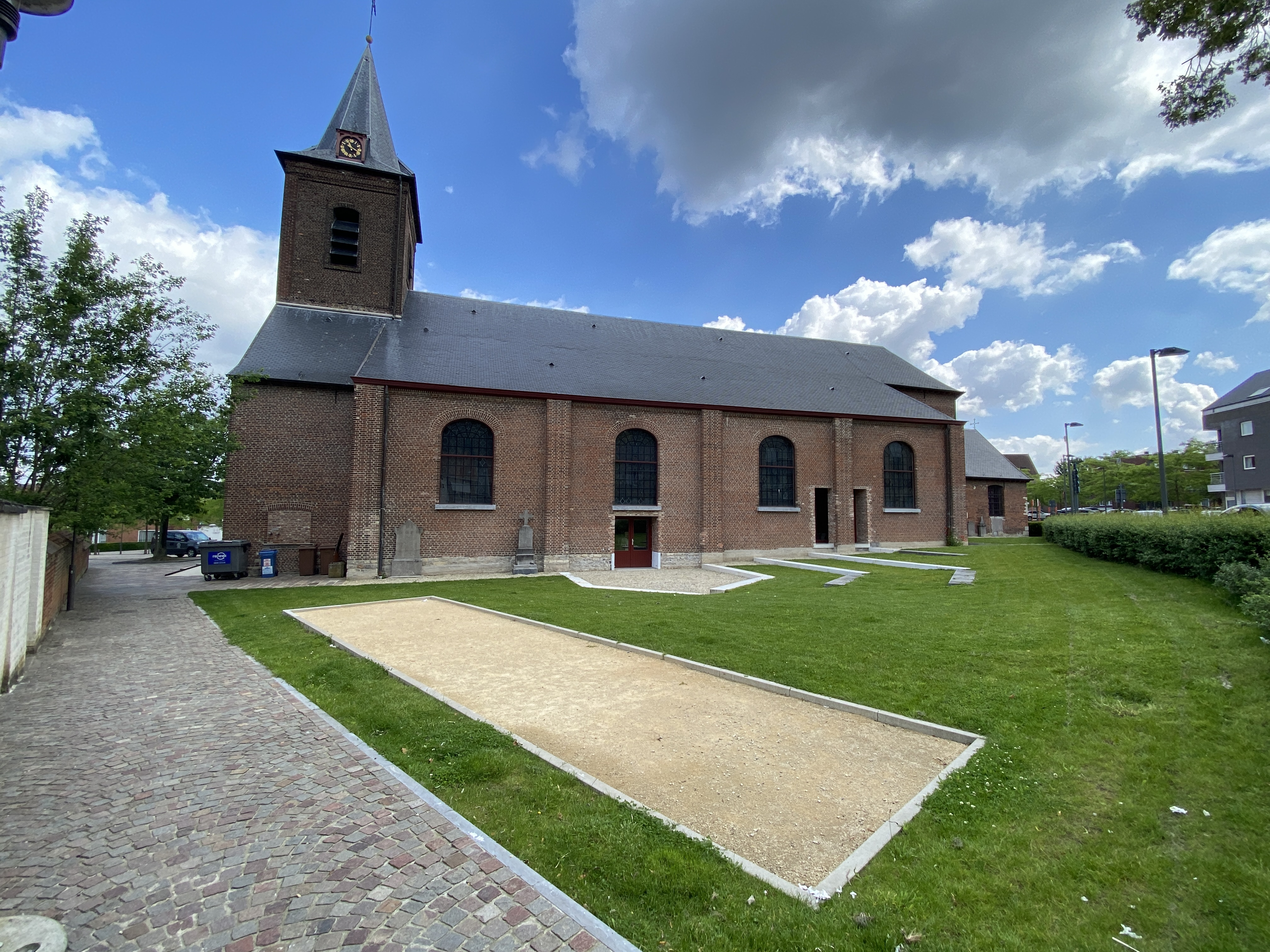
Sint-Corneliuskerk, 2024

Vóór de start van de verbouwingswerken inventariseerden vrijwilligers in de loop van 2020-2021, o.l.v. de consulenten religieus erfgoed van Erfgoed Zuidwest, het roerend religieus erfgoed om het te waarderen en om keuzes te maken inzake behoud en/of herbestemming.

Het aangepaste gebouw werd op 1 oktober 2022 opnieuw opengesteld.

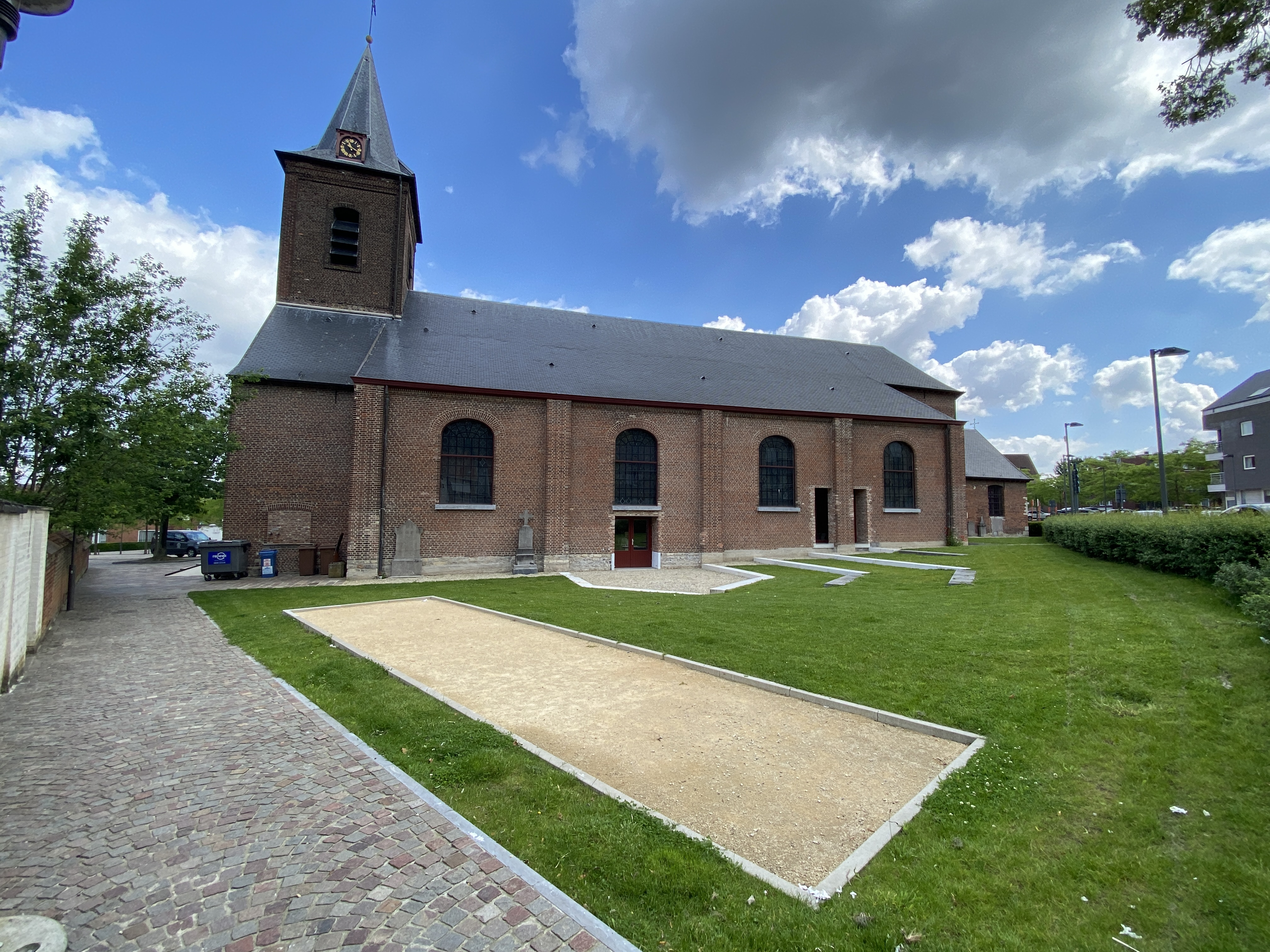
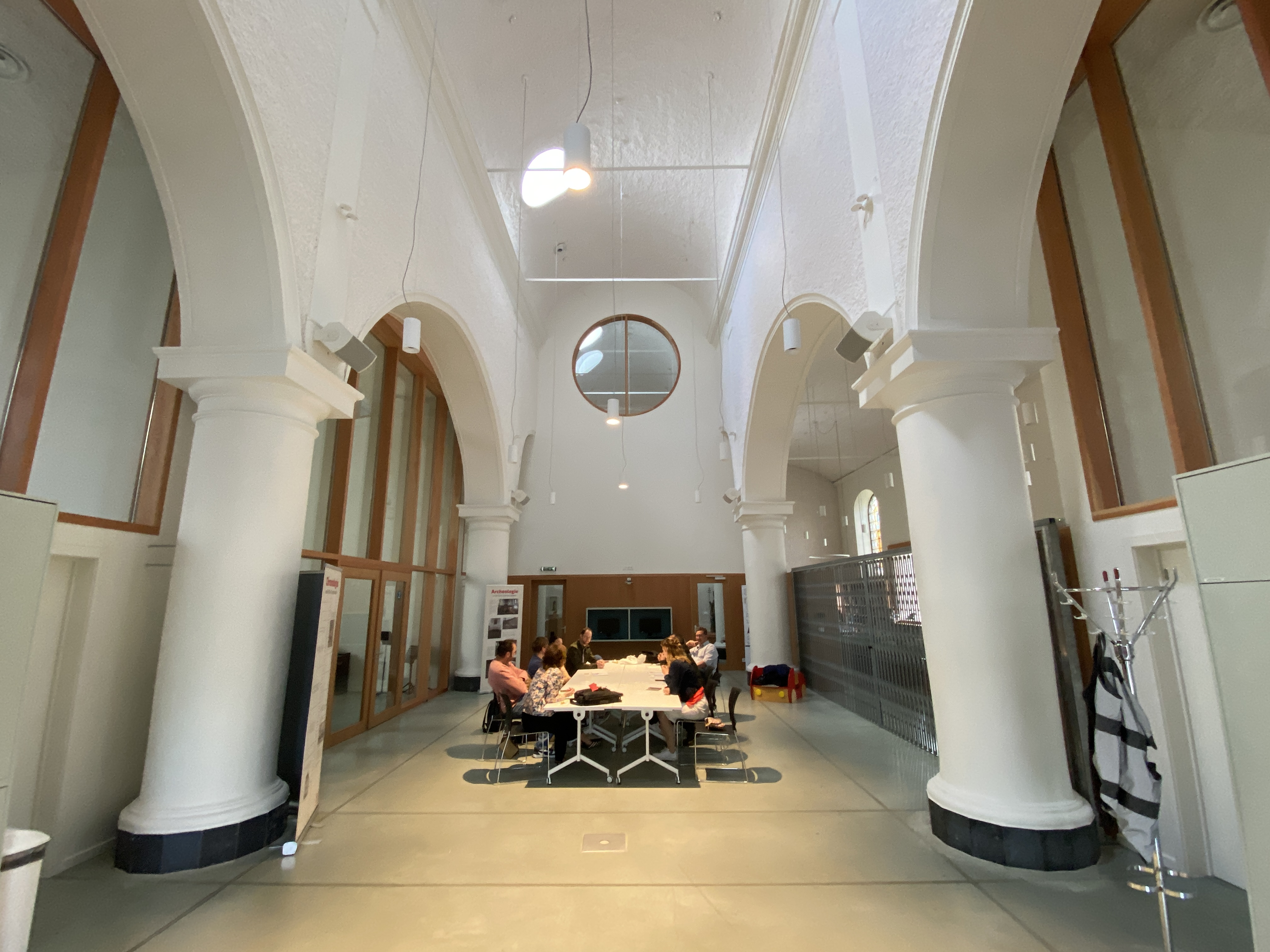
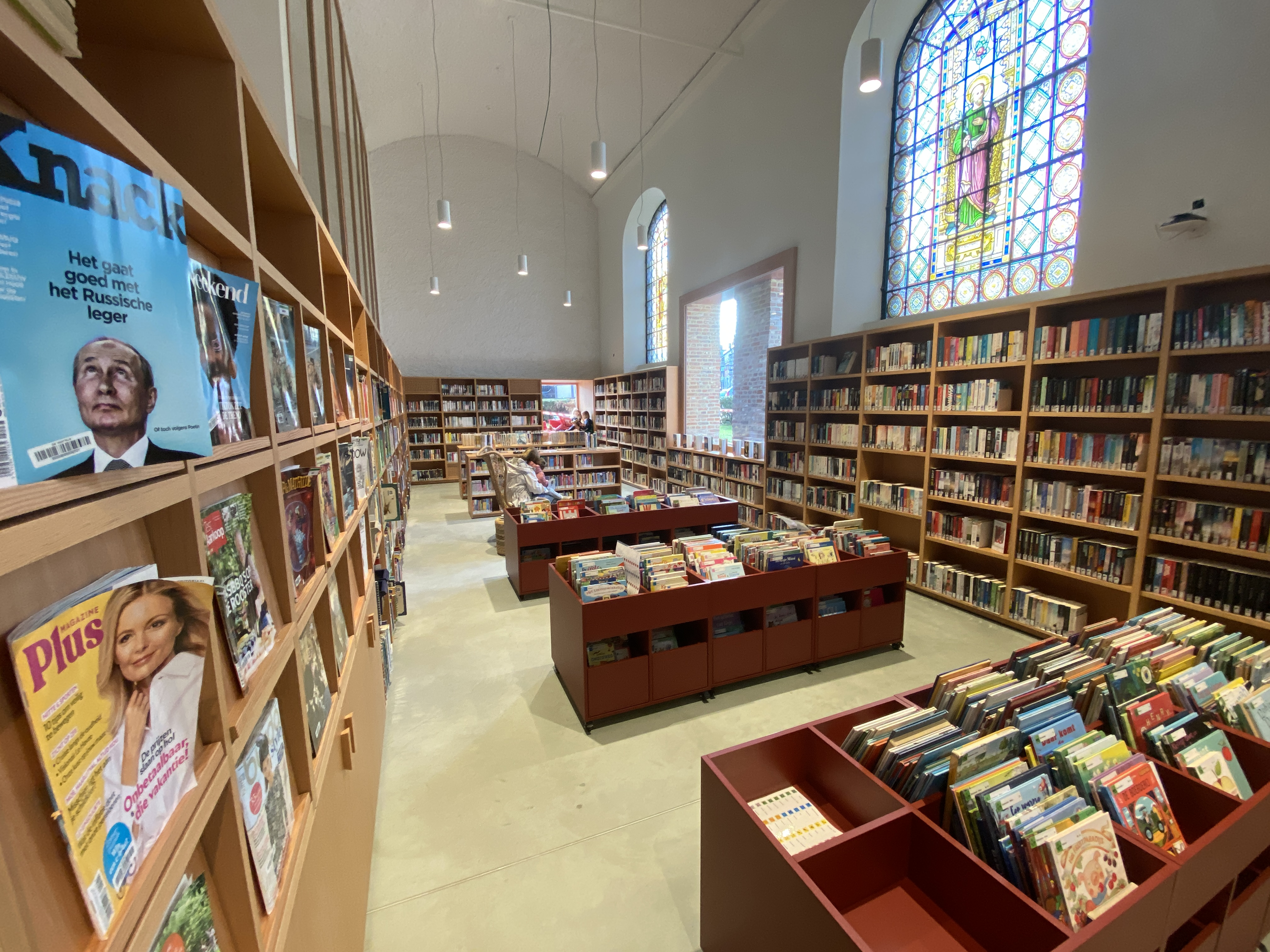
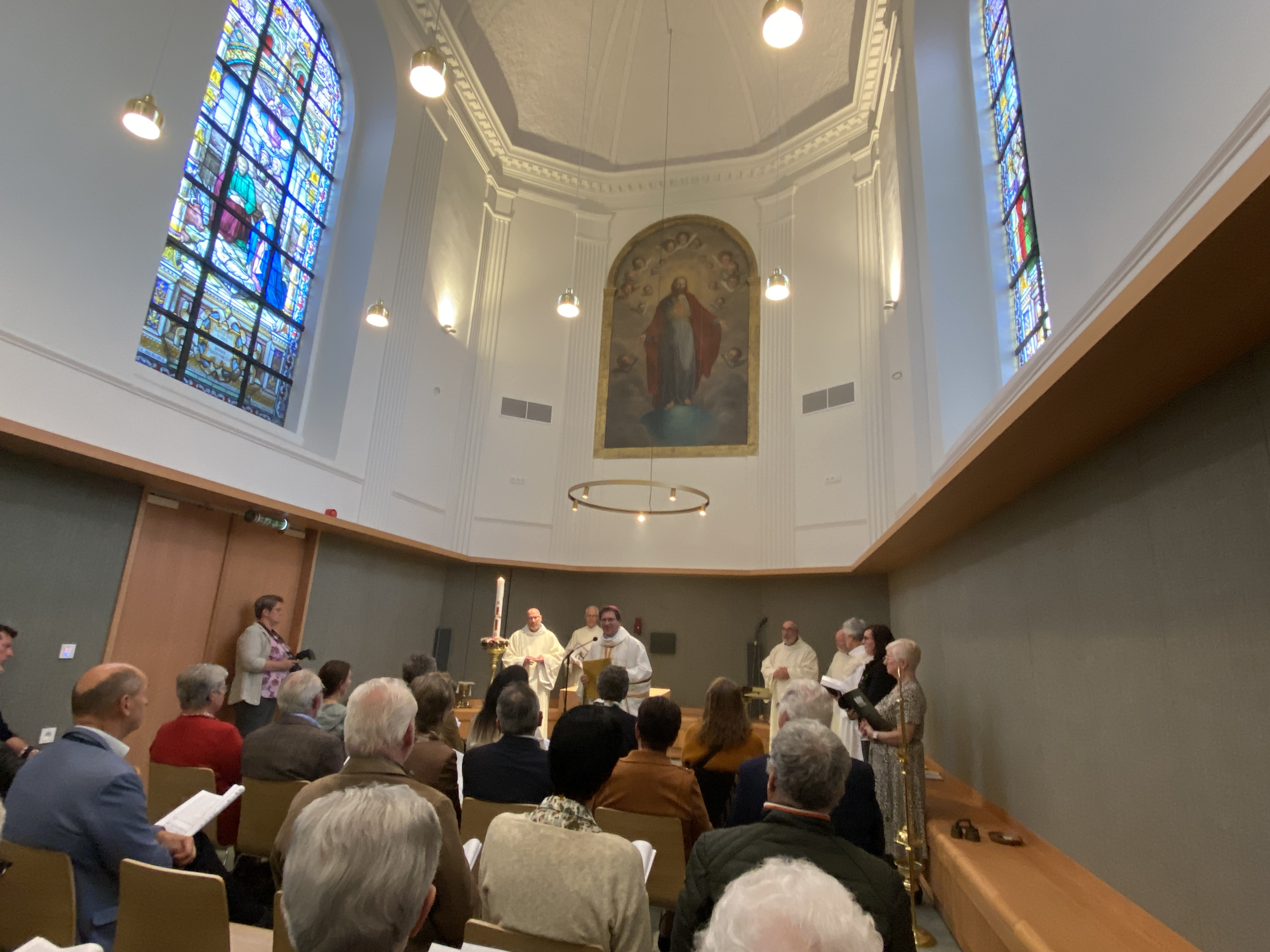

## Calvarie
Aan de oostkant, aan de buitenkant van de sacristie, staat sinds 1841 een vroeg-neogotische calvarie, die in 2004 werd beschermd als monument. Op de sokkel van het kruisbeeld staat de tekst: Vijf mael Onze Vader en Weest gegroet voor veertig dagen aflaat Alzo-heeft God de Wereld Bemind.